# Élodie Clouvel
Élodie Clouvel (Saint-Priest-en-Jarez, 14 de enero de 1989) es una deportista francesa que compite en pentatlón moderno. Participó en cuatro Juegos Olímpicos de Verano, obteniendo dos medallas de plata, en Río de Janeiro 2016 y París 2024, en la prueba individual.
Hasta los quince años compitió en natación. Estudió el grado en Negocio, el grado en Inglés y Estudios Deportivos en el Instituto Nacional del Deporte, la Experiencia y el Rendimiento (INSEP).

## Palmarés internacional
| Juegos Olímpicos | Juegos Olímpicos        | Juegos Olímpicos | Juegos Olímpicos |
| Año              | Lugar                   | Medalla          | Competición      |
| ---------------- | ----------------------- | ---------------- | ---------------- |
| 2016             | Río de Janeiro (Brasil) | Medalla de plata | Individual       |
| 2024             | París (Francia)         | Medalla de plata | Individual       |